# Liste von Terroranschlägen in Israel
Die Liste von Terroranschlägen in Israel beinhaltet eine Übersicht über in Israel verübte Terroranschläge.

## Erläuterung
In der Spalte Politische Ausrichtung ist die politische bzw. weltanschauliche Einordnung der Täter angegeben. Bei vorrangig auf staatliche Unabhängigkeit oder Autonomie zielender Ausrichtung ist autonomistisch vorangestellt, gefolgt von der Region oder der Volksgruppe und ggf. weiteren Merkmalen der Täter. 
Die Opferzahlen der Anschläge werden farbig dargestellt:

Die Zahl bei den Anschlägen getöteter/verletzter Täter ist in Klammern ( ) gesetzt.

## 1968
| Datum/Beginn       | Ort            | Artikel/Quelle(n) | Täter | Politische Ausrichtung | Mittel        | Ziel | Tote | Verletzte | Hintergrund |
| ------------------ | -------------- | ----------------- | ----- | ---------------------- | ------------- | ---- | ---- | --------- | ----------- |
| 04. September 1968 | Tel Aviv-Jaffa |                   |       |                        | 3 Sprengsätze |      | 1    | 51        |             |

## 1969
| Datum/Beginn     | Ort       | Artikel/Quelle(n) | Täter | Politische Ausrichtung | Mittel        | Ziel                            | Tote | Verletzte | Hintergrund |
| ---------------- | --------- | ----------------- | ----- | ---------------------- | ------------- | ------------------------------- | ---- | --------- | ----------- |
| 21. Februar 1969 | Jerusalem |                   |       |                        | 3 Sprengsätze | Britisches Konsulat, Supermarkt | 2    | 20        |             |

## 1970
| Datum/Beginn      | Ort            | Artikel/Quelle(n)        | Täter   | Politische Ausrichtung                          | Mittel        | Ziel       | Tote | Verletzte | Hintergrund                           |
| ----------------- | -------------- | ------------------------ | ------- | ----------------------------------------------- | ------------- | ---------- | ---- | --------- | ------------------------------------- |
| 08. Mai 1970      | Avivim         | Avivim-Schulbus-Anschlag | PFLP-GC | autonomistisch, palästinensisch-nationalistisch | Schusswaffen  | Schulbus   | 12   | 19        | Israelisch-Palästinensischer Konflikt |
| 22. Mai 1970      | Avivim         |                          | PFLP-GC | autonomistisch-palästinensisch                  | Granaten      | Schulbus   | 12   | 25        | Israelisch-Palästinensischer Konflikt |
| 06. November 1970 | Tel Aviv-Jaffa |                          | Fatah   | autonomistisch, palästinensisch-nationalistisch | 2 Sprengsätze | Busbahnhof | 1    | 24        | Israelisch-Palästinensischer Konflikt |

## 1971
| Datum/Beginn       | Ort       | Artikel/Quelle(n) | Täter | Politische Ausrichtung | Mittel      | Ziel      | Tote | Verletzte | Hintergrund |
| ------------------ | --------- | ----------------- | ----- | ---------------------- | ----------- | --------- | ---- | --------- | ----------- |
| 16. September 1971 | Jerusalem | [ 1 ]             |       |                        | Sprengstoff | Touristen | 1    | 11        |             |

## 1972
| Datum/Beginn | Ort            | Artikel/Quelle(n)         | Täter                 | Politische Ausrichtung                                                        | Mittel       | Ziel    | Tote    | Verletzte | Hintergrund                           |
| ------------ | -------------- | ------------------------- | --------------------- | ----------------------------------------------------------------------------- | ------------ | ------- | ------- | --------- | ------------------------------------- |
| 30. Mai 1972 | Tel Aviv-Jaffa | Massaker am Flughafen Lod | Japanische Rote Armee | kommunistisch, marxistisch-leninistisch, antiimperialistisch, antizionistisch | Schusswaffen | Verkehr | 26 (+2) | 79 (+1)   | Israelisch-Palästinensischer Konflikt |

## 1973
| Datum/Beginn      | Ort       | Artikel/Quelle(n) | Täter         | Politische Ausrichtung | Mittel      | Ziel            | Tote | Verletzte | Hintergrund                           |
| ----------------- | --------- | ----------------- | ------------- | ---------------------- | ----------- | --------------- | ---- | --------- | ------------------------------------- |
| 04. Dezember 1973 | Jerusalem | [ 2 ]             | Palästinenser |                        | Sprengstoff | Einkaufsviertel | 2    | 18        | Israelisch-Palästinensischer Konflikt |

## 1974
| Datum/Beginn      | Ort              | Artikel/Quelle(n) | Täter               | Politische Ausrichtung                        | Mittel                                              | Ziel             | Tote    | Verletzte | Hintergrund                           |
| ----------------- | ---------------- | ----------------- | ------------------- | --------------------------------------------- | --------------------------------------------------- | ---------------- | ------- | --------- | ------------------------------------- |
| 11. April 1974    | Kirjat Schmona   | [ 3 ]             | PFLP-GC             | autonomistisch-palästinensisch                | Geiselnahme, Automatische Schusswaffen, Sprengstoff | Apartmenthaus    | 18 (+3) | 15        | Israelisch-Palästinensischer Konflikt |
| 15. Mai 1974      | Maʿalot-Tarshiha | Ma’alot-Massaker  | DFLP                | autonomistisch, palästinensisch-kommunistisch | Sprengfallen                                        | Gebäude          | 31 (+3) | 70        | Israelisch-Palästinensischer Konflikt |
| 13. Juni 1974     | Shamir (Galiläa) | [ 4 ]             | PFLP                | autonomistisch-palästinensisch                | Automatische Schusswaffen                           | Siedlung         | 3 (+4)  | 0         | Israelisch-Palästinensischer Konflikt |
| 25. Juni 1974     | Naharija         | [ 5 ]             | Schwarzer September | autonomistisch-palästinensisch                | Geiselnahme                                         | Apartmenthaus    | 14      |           | Israelisch-Palästinensischer Konflikt |
| 18. November 1974 | Bet Sche’an      | [ 6 ]             | DFLP                | autonomistisch-palästinensisch                |                                                     | Apartmenthaus    | 4 (+3)  | 20+       | Israelisch-Palästinensischer Konflikt |
| 11. Dezember 1974 | Tel Aviv-Jaffa   | [ 7 ]             | PFLP                | autonomistisch-palästinensisch                | Granate                                             | Kino             | 2       | 54        | Israelisch-Palästinensischer Konflikt |
| 20. Dezember 1974 | Jerusalem        | [ 8 ]             | DFLP                |                                               | Sprengstoff                                         | Geschäfte, Büros | 0       | 13        | Israelisch-Palästinensischer Konflikt |

## 1975
| Datum/Beginn      | Ort            | Artikel/Quelle(n) | Täter                 | Politische Ausrichtung                          | Mittel      | Ziel       | Tote    | Verletzte | Hintergrund                           |
| ----------------- | -------------- | ----------------- | --------------------- | ----------------------------------------------- | ----------- | ---------- | ------- | --------- | ------------------------------------- |
| 04. März 1975     | Tel Aviv-Jaffa |                   | PLO                   | autonomistisch, palästinensisch-nationalistisch | Geiselnahme | Hotel      | 11 (+7) |           | Israelisch-Palästinensischer Konflikt |
| 01. Juni 1975     | Yuval          |                   | Arab Liberation Front | palästinensisch-nationalistisch                 | Geiselnahme |            | 3 (+4)  |           | Israelisch-Palästinensischer Konflikt |
| 04. Juli 1975     | Jerusalem      | [ 9 ]             | PLO                   | autonomistisch-palästinensisch                  | Sprengsatz  | Zionsplatz | 15      | 77        | Israelisch-Palästinensischer Konflikt |
| 13. November 1975 | Jerusalem      | [ 10 ]            | DFLP                  | autonomistisch-palästinensisch                  | Sprengstoff | Zionsplatz | 6       | 62        | Israelisch-Palästinensischer Konflikt |

## 1976
| Datum/Beginn | Ort       | Artikel/Quelle(n) | Täter | Politische Ausrichtung         | Mittel    | Ziel            | Tote | Verletzte | Hintergrund                           |
| ------------ | --------- | ----------------- | ----- | ------------------------------ | --------- | --------------- | ---- | --------- | ------------------------------------- |
| 03. Mai 1976 | Jerusalem | [ 11 ]            | PFLP  | autonomistisch-palästinensisch | Autobombe | Gedenkzeremonie | 1    | 31        | Israelisch-Palästinensischer Konflikt |

## 1977
| Datum/Beginn  | Ort          | Artikel/Quelle(n) | Täter | Politische Ausrichtung | Mittel      | Ziel  | Tote | Verletzte | Hintergrund |
| ------------- | ------------ | ----------------- | ----- | ---------------------- | ----------- | ----- | ---- | --------- | ----------- |
| 29. Juli 1977 | Beʾer Scheva | [ 12 ]            |       |                        | Sprengstoff | Markt | 0    | 23        |             |

## 1978
| Datum/Beginn      | Ort                | Artikel/Quelle(n)      | Täter                        | Politische Ausrichtung                          | Mittel                     | Ziel  | Tote    | Verletzte | Hintergrund                           |
| ----------------- | ------------------ | ---------------------- | ---------------------------- | ----------------------------------------------- | -------------------------- | ----- | ------- | --------- | ------------------------------------- |
| 14. Februar 1978  | Jerusalem          | [ 13 ]                 | Palästinensische Extremisten |                                                 | Sprengstoff                | Bus   | 2       | 43        | Israelisch-Palästinensischer Konflikt |
| 11. März 1978     | Highway 2 (Israel) | Küstenstraßen-Anschlag | Fatah                        | autonomistisch, palästinensisch-nationalistisch | Schusswaffen, Handgranaten |       | 39 (+9) | 71        | Israelisch-Palästinensischer Konflikt |
| 02. Juni 1978     | Jerusalem          | [ 14 ]                 | Fatah                        | autonomistisch, palästinensisch-nationalistisch | Sprengstoff                |       | 6       | 20        | Israelisch-Palästinensischer Konflikt |
| 03. August 1978   | Tel Aviv-Jaffa     | [ 15 ]                 |                              |                                                 | Sprengstoff                | Markt | 1       | 49        | Israelisch-Palästinensischer Konflikt |
| 17. Dezember 1978 | Jerusalem          | [ 16 ]                 | Palästinensische Extremisten |                                                 | Sprengstoff                | Bus   | 0       | 22        | Israelisch-Palästinensischer Konflikt |

## 1979
| Datum/Beginn       | Ort            | Artikel/Quelle(n) | Täter                        | Politische Ausrichtung                                           | Mittel      | Ziel                   | Tote   | Verletzte | Hintergrund                           |
| ------------------ | -------------- | ----------------- | ---------------------------- | ---------------------------------------------------------------- | ----------- | ---------------------- | ------ | --------- | ------------------------------------- |
| 18. Januar 1979    | Jerusalem      | [ 17 ]            | Palästinensische Extremisten |                                                                  | Sprengstoff | Markt                  | 0      | 21        | Israelisch-Palästinensischer Konflikt |
| 28. Januar 1979    | Moya           | [ 18 ]            | Palästinensische Extremisten |                                                                  | Sprengstoff | Markt                  | 5      | 55        | Israelisch-Palästinensischer Konflikt |
| 10. April 1979     | Tel Aviv-Jaffa | [ 19 ]            | Palästinensische Extremisten |                                                                  | Sprengstoff | Markt                  | 1      | 33        | Israelisch-Palästinensischer Konflikt |
| 22. April 1979     | Naharija       |                   | PLF                          | autonomistisch-palästinensisch                                   |             | Israelische Zivilisten | 4 (+2) |           | Israelisch-Palästinensischer Konflikt |
| 14. Mai 1979       | Tiberias       | [ 20 ]            | PLO                          | autonomistisch, palästinensisch-nationalistisch                  | Sprengstoff | Stadtzentrum           | 2      | 28        | Israelisch-Palästinensischer Konflikt |
| 19. September 1979 | Jerusalem      | [ 21 ]            | Arab Liberation Front        | autonomistisch, palästinensisch-nationalistisch, neobaathistisch | Sprengstoff | Markt                  | 1      | 42        | Israelisch-Palästinensischer Konflikt |

## 1984
| Datum/Beginn     | Ort            | Artikel/Quelle(n) | Täter | Politische Ausrichtung | Mittel                         | Ziel                | Tote   | Verletzte | Hintergrund                           |
| ---------------- | -------------- | ----------------- | ----- | --- | ------------------------------ | ------------------- | ------ | --------- | ------------------------------------- |
| 28. Februar 1984 | Jerusalem      | [ 22 ]            | PLO   | palästinensisch-nationalistisch | 2 Granaten                     | Bekleidungsgeschäft | 0      | 21        | Israelisch-Palästinensischer Konflikt |
| 02. April 1984   | Jerusalem      | [ 23 ]            | DFLP  | palästinensisch-nationalistisch, maoistisch, antizionistisch, marxistisch-leninistisch, links-nationalistisch                             | Maschinengewehr(e), Granate(n) | Einkaufszentrum     | 0 (+1) | 48        | Israelisch-Palästinensischer Konflikt |
| 12. April 1984   | Tel Aviv-Jaffa |                   | PFLP  | autonomistisch, palästinensisch-nationalistisch, arabisch-nationalistisch, marxistisch-leninistisch, antiimperialistisch, antizionistisch | Geiselnahme                    | Bus                 | 1 (+4) | 8         | Israelisch-Palästinensischer Konflikt |

## 1985
| Datum/Beginn   | Ort | Artikel/Quelle(n) | Täter           | Politische Ausrichtung | Mittel                               | Ziel     | Tote   | Verletzte | Hintergrund                           |
| -------------- | --- | ----------------- | --------------- | ---------------------- | ------------------------------------ | -------- | ------ | --------- | ------------------------------------- |
| 09. April 1985 |     |                   | Palästinenserin |                        | Selbstmordattentäterin mit Autobombe | Soldaten | 2 (+1) |           | Israelisch-Palästinensischer Konflikt |

## 1986
| Datum/Beginn     | Ort            | Artikel/Quelle(n) | Täter    | Politische Ausrichtung                          | Mittel                                                 | Ziel       | Tote | Verletzte | Hintergrund                           |
| ---------------- | -------------- | ----------------- | -------- | ----------------------------------------------- | ------------------------------------------------------ | ---------- | ---- | --------- | ------------------------------------- |
| 20. August 1986  | Tel Aviv-Jaffa | [ 24 ]            | PLO      | autonomistisch, palästinensisch-nationalistisch | Automatische Schusswaffe(n), Granate(n), Brandstiftung | Militärbus |      | 27        | Israelisch-Palästinensischer Konflikt |
| 15. Oktober 1986 | Jerusalem      | [ 25 ]            | Force 17 |                                                 | Sprengstoff                                            | Soldaten   | 1    | 70        | Israelisch-Palästinensischer Konflikt |

## 1988
| Datum/Beginn    | Ort   | Artikel/Quelle(n) | Täter                  | Politische Ausrichtung         | Mittel      | Ziel          | Tote | Verletzte | Hintergrund                           |
| --------------- | ----- | ----------------- | ---------------------- | ------------------------------ | ----------- | ------------- | ---- | --------- | ------------------------------------- |
| 20. August 1988 | Haifa | [ 26 ]            | Abu-Nidal-Organisation | autonomistisch-palästinensisch | Sprengstoff | Fußgängerzone | 1    | 25        | Israelisch-Palästinensischer Konflikt |

## 1989
| Datum/Beginn  | Ort                 | Artikel/Quelle(n) | Täter                             | Politische Ausrichtung                                         | Mittel                           | Ziel      | Tote | Verletzte | Hintergrund                           |
| ------------- | ------------------- | ----------------- | --------------------------------- | -------------------------------------------------------------- | -------------------------------- | --------- | ---- | --------- | ------------------------------------- |
| 06. Juli 1989 | nahe Tel Aviv-Jaffa | [ 27 ]            | Islamischer Dschihad in Palästina | palästinensisch-nationalistisch, islamistisch, antizionistisch | Entführung, Selbstmordattentäter | Linienbus | 16   | 27        | Israelisch-Palästinensischer Konflikt |

## 1990
| Datum/Beginn     | Ort       | Artikel/Quelle(n) | Täter                        | Politische Ausrichtung | Mittel | Ziel       | Tote | Verletzte | Hintergrund                           |
| ---------------- | --------- | ----------------- | ---------------------------- | ---------------------- | ------ | ---------- | ---- | --------- | ------------------------------------- |
| 08. Oktober 1990 | Jerusalem | [ 28 ]            | Palästinensische Extremisten |                        | Steine | Tempelberg | 21   | 115       | Israelisch-Palästinensischer Konflikt |

## 1993
| Datum/Beginn     | Ort       | Artikel/Quelle(n) | Täter       | Politische Ausrichtung                                                                                   | Mittel                             | Ziel                              | Tote   | Verletzte | Hintergrund                           |
| ---------------- | --------- | ----------------- | ----------- | --- | ---------------------------------- | --------------------------------- | ------ | --------- | ------------------------------------- |
| 04. Oktober 1993 | Jerusalem | [ 29 ]            | PFLP, Hamas | autonomistisch, palästinensisch-nationalistisch, sunnitisch-islamistisch, antizionistisch, antisemitisch | Selbstmordattentäter mit Autobombe | Israelischer Pendlerbus, Soldaten | 0 (+1) | 30        | Israelisch-Palästinensischer Konflikt |

## 1994
| Datum/Beginn     | Ort            | Artikel/Quelle(n)                      | Täter                                    | Politische Ausrichtung                                                                   | Mittel                             | Ziel                                | Tote    | Verletzte | Hintergrund                           |
| ---------------- | -------------- | -------------------------------------- | ---------------------------------------- | ---------------------------------------------------------------------------------------- | ---------------------------------- | ----------------------------------- | ------- | --------- | ------------------------------------- |
| 25. Februar 1994 | Hebron         | Massaker in der Grotte der Patriarchen | Baruch Goldstein (Jewish Defense League) | rechtsextremistisch                                                                      | Sturmgewehr                        | Machpela, Muslimische Palästinenser | 29 (+1) | 125       | Israelisch-Palästinensischer Konflikt |
| 06. April 1994   | Afula          | [ 32 ]                                 | Hamas                                    | palästinensisch-nationalistisch, sunnitisch-islamistisch, antizionistisch, antisemitisch | Selbstmordattentäter mit Autobombe | Israelische Studenten in Bus        | 8 (+1)  | 55        | Israelisch-Palästinensischer Konflikt |
| 13. April 1994   | Chadera        | [ 33 ]                                 | Hamas                                    | palästinensisch-nationalistisch, sunnitisch-islamistisch, antizionistisch, antisemitisch | Selbstmordattentäter               | Bus                                 | 5 (+1)  | 30        | Israelisch-Palästinensischer Konflikt |
| 19. Oktober 1994 | Tel Aviv-Jaffa | [ 34 ]                                 | Hamas                                    | palästinensisch-nationalistisch, sunnitisch-islamistisch, antizionistisch, antisemitisch | Selbstmordattentäter               | Bus                                 | 22 (+1) | 56        | Israelisch-Palästinensischer Konflikt |

## 1995
| Datum/Beginn    | Ort            | Artikel/Quelle(n) | Täter                             | Politische Ausrichtung                                                                   | Mittel                 | Ziel           | Tote    | Verletzte | Hintergrund                           |
| --------------- | -------------- | ----------------- | --------------------------------- | ---------------------------------------------------------------------------------------- | ---------------------- | -------------- | ------- | --------- | ------------------------------------- |
| 22. Januar 1995 | Scharonebene   |                   | Islamischer Dschihad in Palästina | palästinensisch-nationalistisch, islamistisch, antizionistisch                           | 2 Selbstmordattentäter | Bushaltestelle | 21 (+2) | 69        | Israelisch-Palästinensischer Konflikt |
| 24. Juli 1995   | Tel Aviv-Jaffa | [ 35 ]            | Hamas                             | palästinensisch-nationalistisch, sunnitisch-islamistisch, antizionistisch, antisemitisch | Selbstmordattentäter   | Bus            | 6 (+1)  | 32        | Israelisch-Palästinensischer Konflikt |
| 21. August 1995 | Jerusalem      | [ 36 ]            | Hamas                             | palästinensisch-nationalistisch, sunnitisch-islamistisch, antizionistisch, antisemitisch | Selbstmordattentäter   | Bus            | 5 (+1)  | 100       | Israelisch-Palästinensischer Konflikt |

## 1996
| Datum/Beginn     | Ort            | Artikel/Quelle(n) | Täter | Politische Ausrichtung | Mittel                             | Ziel            | Tote | Verletzte | Hintergrund                           |
| ---------------- | -------------- | ----------------- | ----- | --- | ---------------------------------- | --------------- | ---- | --------- | ------------------------------------- |
| 25. Februar 1996 | Jerusalem      | [ 37 ]            | Hamas | palästinensisch-nationalistisch, sunnitisch-islamistisch, islamisch-nationalistisch, islamisch-fundamentalistisch, antizionistisch, antisemitisch | Selbstmordattentäter               | Bus             | 26   | 50        | Israelisch-Palästinensischer Konflikt |
| 25. Februar 1996 | Aschkelon      | [ 38 ]            | Hamas | palästinensisch-nationalistisch, sunnitisch-islamistisch, islamisch-nationalistisch, islamisch-fundamentalistisch, antizionistisch, antisemitisch | Selbstmordattentäter mit Autobombe | Bushaltestelle  | 2    | 34        | Israelisch-Palästinensischer Konflikt |
| 03. März 1996    | Jerusalem      | [ 39 ]            | Hamas | palästinensisch-nationalistisch, sunnitisch-islamistisch, antizionistisch, antisemitisch                                                          | Selbstmordattentäter               | Bus             | 20   | 9         | Israelisch-Palästinensischer Konflikt |
| 04. März 1996    | Tel Aviv-Jaffa | [ 40 ]            | Hamas | palästinensisch-nationalistisch, sunnitisch-islamistisch, antizionistisch, antisemitisch                                                          | Selbstmordattentäter               | Einkaufszentrum | 13   | 105       | Israelisch-Palästinensischer Konflikt |

## 1997
| Datum/Beginn       | Ort             | Artikel/Quelle(n) | Täter          | Politische Ausrichtung                                                                   | Mittel                 | Ziel                   | Tote   | Verletzte | Hintergrund                           |
| ------------------ | --------------- | ----------------- | -------------- | ---------------------------------------------------------------------------------------- | ---------------------- | ---------------------- | ------ | --------- | ------------------------------------- |
| 13. März 1997      | Island of Peace |                   | Ahmed Daqamseh |                                                                                          | Sturmgewehr            | Israelische Zivilisten | 7      | 6         | Israelisch-Palästinensischer Konflikt |
| 21. März 1997      | Petach Tikwa    | [ 41 ]            | Hamas          | palästinensisch-nationalistisch, sunnitisch-islamistisch, antizionistisch, antisemitisch | Selbstmordattentäter   | Straßencafé            | 3 (+1) | 47        | Israelisch-Palästinensischer Konflikt |
| 30. Juli 1997      | Jerusalem       | [ 42 ]            | Hamas          | palästinensisch-nationalistisch, sunnitisch-islamistisch, antizionistisch, antisemitisch | 2 Selbstmordattentäter | Markt                  | 15     | 170       | Israelisch-Palästinensischer Konflikt |
| 04. September 1997 | Jerusalem       | [ 43 ]            |                |                                                                                          | Selbstmordattentäter   | Fußgängerzone          | 7      | 192       | Israelisch-Palästinensischer Konflikt |

## 1998
| Datum/Beginn      | Ort            | Artikel/Quelle(n) | Täter            | Politische Ausrichtung | Mittel                               | Ziel              | Tote   | Verletzte | Hintergrund                           |
| ----------------- | -------------- | ----------------- | ---------------- | --- | ------------------------------------ | ----------------- | ------ | --------- | ------------------------------------- |
| 27. August 1998   | Tel Aviv-Jaffa | [ 44 ]            |                  | | Nagelbombe                           | Zivilisten        | 0      | 21        |                                       |
| 19. Oktober 1998  | Beʾer Scheva   | [ 45 ]            | vermutlich Hamas | palästinensisch-nationalistisch, sunnitisch-islamistisch, islamisch-nationalistisch, islamisch-fundamentalistisch, antizionistisch, antisemitisch | 2 Granaten                           | Bushaltestelle    |        | 65        | Israelisch-Palästinensischer Konflikt |
| 06. November 1998 | Jerusalem      | [ 46 ]            | Hamas            | palästinensisch-nationalistisch, sunnitisch-islamistisch, islamisch-nationalistisch, islamisch-fundamentalistisch, antizionistisch, antisemitisch | 2 Selbstmordattentäter mit Autobombe | Markt, Zivilisten | 0 (+2) | 21        | Israelisch-Palästinensischer Konflikt |

## 1999
| Datum/Beginn      | Ort     | Artikel/Quelle(n) | Täter | Politische Ausrichtung | Mittel       | Ziel       | Tote | Verletzte | Hintergrund                           |
| ----------------- | ------- | ----------------- | ----- | ---------------------- | ------------ | ---------- | ---- | --------- | ------------------------------------- |
| 07. November 1999 | Netanja | [ 47 ]            |       |                        | 3 Rohrbomben | Zivilisten | 0    | 33        | Israelisch-Palästinensischer Konflikt |

## 2000
| Datum/Beginn      | Ort     | Artikel/Quelle(n) | Täter                                        | Politische Ausrichtung                                                                       | Mittel    | Ziel      | Tote | Verletzte | Hintergrund                           |
| ----------------- | ------- | ----------------- | -------------------------------------------- | -------------------------------------------------------------------------------------------- | --------- | --------- | ---- | --------- | ------------------------------------- |
| 17. Januar 2000   | Chadera | [ 48 ]            |                                              |                                                                                              | Rohrbombe | Markt     | 0    | 21        | Israelisch-Palästinensischer Konflikt |
| 04. Mai 2000      | Chadera | [ 49 ]            | Hisbollah                                    | islamisch-nationalistisch, antizionistisch, antiimperialistisch, antiwestlich, antisemitisch | Raketen   | Gemeinde  | 0    | 28        | Israelisch-Palästinensischer Konflikt |
| 22. November 2000 | Chadera | [ 50 ]            | The Islamic Revolution to Liberate Palestine |                                                                                              | Autobombe | Linienbus | 2    | 41        | Israelisch-Palästinensischer Konflikt |

## 2001
| Datum/Beginn      | Ort            | Artikel/Quelle(n) | Täter                                   | Politische Ausrichtung | Mittel                               | Ziel                                      | Tote    | Verletzte | Hintergrund                           |
| ----------------- | -------------- | ----------------- | --------------------------------------- | --- | ------------------------------------ | ----------------------------------------- | ------- | --------- | ------------------------------------- |
| 01. Januar 2001   | Netanja        |                   | Hamas                                   | palästinensisch-nationalistisch, sunnitisch-islamistisch, antizionistisch, antisemitisch                                                          | Selbstmordattentäter mit Autobombe   |                                           | 0 (+1)  | 50        | Zweite Intifada                       |
| 08. Januar 2001   | Netanja        | [ 51 ]            | Hamas                                   | palästinensisch-nationalistisch, sunnitisch-islamistisch, islamisch-nationalistisch, islamisch-fundamentalistisch, antizionistisch, antisemitisch | Selbstmordattentäter mit Autobombe   | Zivilisten                                | 0 (+1)  | 24        | Israelisch-Palästinensischer Konflikt |
| 14. Februar 2001  | Tel Aviv       |                   | Hamas                                   | palästinensisch-nationalistisch, sunnitisch-islamistisch, antizionistisch, antisemitisch                                                          | Fahrzeug                             | Soldaten und Zivilisten an Bushaltestelle | 8 (+1)  | 26        | Zweite Intifada                       |
| 04. März 2001     | Netanja        | [ 52 ]            | vermutlich Hamas                        | palästinensisch-nationalistisch, sunnitisch-islamistisch, islamisch-nationalistisch, islamisch-fundamentalistisch, antizionistisch, antisemitisch | Sprengstoff                          | Markt, Zivilisten                         | 2       | 23        | Israelisch-Palästinensischer Konflikt |
| 27. März 2001     | Jerusalem      | [ 53 ]            | vermutlich Hamas                        | palästinensisch-nationalistisch, sunnitisch-islamistisch, islamisch-nationalistisch, islamisch-fundamentalistisch, antizionistisch, antisemitisch | Selbstmordattentäter                 | Bus, Zivilisten                           | 0 (+1)  | 28        | Israelisch-Palästinensischer Konflikt |
| 22. April 2001    | Kfar Saba      | [ 54 ]            | Hamas                                   | palästinensisch-nationalistisch, sunnitisch-islamistisch, islamisch-nationalistisch, islamisch-fundamentalistisch, antizionistisch, antisemitisch | Selbstmordattentäter                 | Bushaltestelle, Zivilisten                | 1 (+1)  | 50        | Israelisch-Palästinensischer Konflikt |
| 18. Mai 2001      | Netanja        | [ 55 ]            | Hamas                                   | palästinensisch-nationalistisch, sunnitisch-islamistisch, islamisch-nationalistisch, islamisch-fundamentalistisch, antizionistisch, antisemitisch | Selbstmordattentäter                 | Einkaufszentrum, Zivilisten               | 3 (+1)  | 31        | Israelisch-Palästinensischer Konflikt |
| 25. Mai 2001      | Chadera        | [ 56 ]            | Islamischer Dschihad in Palästina       | palästinensisch-nationalistisch, islamisch-nationalistisch, islamistisch, antizionistisch                                                         | 2 Selbstmordattentäter mit Autobombe | Bus, Zivilisten                           | 0 (+2)  | 60        | Israelisch-Palästinensischer Konflikt |
| 01. Juni 2001     | Tel Aviv-Jaffa | [ 57 ]            | Hamas, Palestinian Hezbollah            | palästinensisch-nationalistisch, sunnitisch-islamistisch, islamisch-nationalistisch, islamisch-fundamentalistisch, antizionistisch, antisemitisch | Selbstmordattentäter                 | Nachtclub                                 | 21 (+1) | 100       | Israelisch-Palästinensischer Konflikt |
| 09. August 2001   | Jerusalem      | [ 58 ]            | Hamas                                   | palästinensisch-nationalistisch, sunnitisch-islamistisch, islamisch-nationalistisch, islamisch-fundamentalistisch, antizionistisch, antisemitisch | Selbstmordattentäter                 | Pizzeria                                  | 15 (+1) | 130       | Israelisch-Palästinensischer Konflikt |
| 01. Dezember 2001 | Jerusalem      | [ 59 ]            | Hamas                                   | palästinensisch-nationalistisch, sunnitisch-islamistisch, islamisch-nationalistisch, islamisch-fundamentalistisch, antizionistisch, antisemitisch | 2 Selbstmordattentäter               | Zivilisten                                | 8 (+2)  | 170+      | Israelisch-Palästinensischer Konflikt |
| 02. Dezember 2001 | Haifa          | [ 60 ]            | Hamas                                   | palästinensisch-nationalistisch, sunnitisch-islamistisch, islamisch-nationalistisch, islamisch-fundamentalistisch, antizionistisch, antisemitisch | Automatische Schusswaffen, Granaten  | Bus, Zivilisten                           | 15 (+1) | 38        | Israelisch-Palästinensischer Konflikt |
| 09. Dezember 2001 | nahe Haifa     | [ 61 ]            | vermutlich Palästinensische Extremisten | | Selbstmordattentäter                 | Bushaltestelle, Zivilisten                | 0 (+1)  | 28        | Israelisch-Palästinensischer Konflikt |
| 09. Dezember 2001 | Naharija       | [ 62 ]            | Hamas                                   | palästinensisch-nationalistisch, sunnitisch-islamistisch, islamisch-nationalistisch, islamisch-fundamentalistisch, antizionistisch, antisemitisch | Selbstmordattentäter                 | Bahnhof, Zivilisten                       | 4 (+1)  | 30        | Israelisch-Palästinensischer Konflikt |

## 2002
| Datum/Beginn       | Ort            | Artikel/Quelle(n)  | Täter                                          | Politische Ausrichtung | Mittel                               | Ziel                                    | Tote    | Verletzte | Hintergrund                           |
| ------------------ | -------------- | ------------------ | ---------------------------------------------- | --- | ------------------------------------ | --------------------------------------- | ------- | --------- | ------------------------------------- |
| 17. Januar 2002    | Chadera        | [ 63 ]             | al-Aqsa-Märtyrerbrigaden                       | palästinensisch-nationalistisch, antizionistisch, sozialistisch                                                                                   | Automatische Schusswaffen, Granaten  | Ballsaal                                | 5 (+1)  | 24 (+1)   | Israelisch-Palästinensischer Konflikt |
| 25. Januar 2002    | Tel Aviv-Jaffa | [ 64 ]             | Hamas                                          | palästinensisch-nationalistisch, sunnitisch-islamistisch, islamisch-nationalistisch, islamisch-fundamentalistisch, antizionistisch, antisemitisch | Selbstmordattentäter                 | Bushaltestelle, Zivilisten              | 0 (+1)  | 25        | Israelisch-Palästinensischer Konflikt |
| 02. März 2002      | Jerusalem      | [ 65 ]             | al-Aqsa-Märtyrerbrigaden                       | palästinensisch-nationalistisch, antizionistisch, sozialistisch                                                                                   | Selbstmordattentäter                 | Zivilisten                              | 10 (+1) | 60        | Israelisch-Palästinensischer Konflikt |
| 05. März 2002      | Tel Aviv-Jaffa | [ 66 ]             | al-Aqsa-Märtyrerbrigaden                       | palästinensisch-nationalistisch, antizionistisch, sozialistisch                                                                                   | Sturmgewehr, Messer                  | Restaurant, Zivilisten                  | 3 (+1)  | 40        | Israelisch-Palästinensischer Konflikt |
| 09. März 2002      | Jerusalem      | [ 67 ]             | al-Aqsa-Märtyrerbrigaden                       | palästinensisch-nationalistisch, antizionistisch, sozialistisch                                                                                   | Selbstmordattentäter                 | Café, Zivilisten                        | 11 (+1) | 50        | Israelisch-Palästinensischer Konflikt |
| 09. März 2002      | Netanja        | [ 68 ]             | al-Aqsa-Märtyrerbrigaden                       | palästinensisch-nationalistisch, antizionistisch, sozialistisch                                                                                   | Automatische Schusswaffen, Granaten  | Hotel, Zivilisten                       | 1 (+2)  | 37        | Israelisch-Palästinensischer Konflikt |
| 20. März 2002      | Haifa          | [ 69 ]             | Islamischer Dschihad in Palästina              | palästinensisch-nationalistisch, islamisch-nationalistisch, islamistisch, antizionistisch                                                         | Selbstmordattentäter                 | Bus, Zivilisten                         | 7 (+1)  | 29        | Israelisch-Palästinensischer Konflikt |
| 21. März 2002      | Jerusalem      | [ 70 ]             | al-Aqsa-Märtyrerbrigaden                       | palästinensisch-nationalistisch, antizionistisch, sozialistisch                                                                                   | Selbstmordattentäter                 | Zivilisten                              | 3 (+1)  | 60        | Israelisch-Palästinensischer Konflikt |
| 27. März 2002      | Netanja        | [ 71 ]             | Hamas                                          | palästinensisch-nationalistisch, sunnitisch-islamistisch, islamisch-nationalistisch, islamisch-fundamentalistisch, antizionistisch, antisemitisch | Selbstmordattentäter                 | Hotel, Zivilisten                       | 30 (+1) | 140       | Israelisch-Palästinensischer Konflikt |
| 29. März 2002      | Jerusalem      | [ 72 ]             | al-Aqsa-Märtyrerbrigaden                       | palästinensisch-nationalistisch, antizionistisch, sozialistisch                                                                                   | Selbstmordattentäterin               | Supermarkt, Zivilisten                  | 2 (+1)  | 20        | Israelisch-Palästinensischer Konflikt |
| 30. März 2002      | Tel Aviv-Jaffa | [ 73 ]             | al-Aqsa-Märtyrerbrigaden                       | palästinensisch-nationalistisch, antizionistisch, sozialistisch                                                                                   | Selbstmordattentäter                 | Café, Zivilisten                        | 0 (+1)  | 32        | Israelisch-Palästinensischer Konflikt |
| 31. März 2002      | Haifa          | [ 74 ]             | Hamas                                          | palästinensisch-nationalistisch, sunnitisch-islamistisch, islamisch-nationalistisch, islamisch-fundamentalistisch, antizionistisch, antisemitisch | Selbstmordattentäter                 | Restaurant, Zivilisten                  | 14 (+1) | 35        | Israelisch-Palästinensischer Konflikt |
| 12. April 2002     | Jerusalem      | [ 75 ]             | vermutlich al-Aqsa-Märtyrerbrigaden            | palästinensisch-nationalistisch, antizionistisch, sozialistisch                                                                                   | Selbstmordattentäter                 | Zivilisten                              | 6 (+1)  | 50        | Israelisch-Palästinensischer Konflikt |
| 07. Mai 2002       | Rischon LeZion | [ 76 ]             | vermutlich Hamas                               | palästinensisch-nationalistisch, sunnitisch-islamistisch, islamisch-nationalistisch, islamisch-fundamentalistisch, antizionistisch, antisemitisch | Selbstmordattentäter                 | Lokal                                   | 14 (+1) | 58        | Israelisch-Palästinensischer Konflikt |
| 22. Mai 2002       | Rischon LeZion | [ 77 ]             | al-Aqsa-Märtyrerbrigaden                       | palästinensisch-nationalistisch, antizionistisch, sozialistisch                                                                                   | Selbstmordattentäter                 | Zivilisten                              | 3 (+1)  | 40        | Israelisch-Palästinensischer Konflikt |
| 23. Mai 2002       | Herzlia        | Pi-Glilot-Anschlag | Hamas                                          | palästinensisch-nationalistisch, sunnitisch-islamistisch, antizionistisch, antisemitisch                                                          | Autobombe                            | Treibstofflager                         | 0       | 0         | Zweite Intifada                       |
| 27. Mai 2002       | Petach Tikwa   | [ 78 ]             | al-Aqsa-Märtyrerbrigaden                       | palästinensisch-nationalistisch, antizionistisch, sozialistisch                                                                                   | Selbstmordattentäter                 | Zivilisten                              | 2 (+1)  | 50        | Israelisch-Palästinensischer Konflikt |
| 05. Juni 2002      | Megiddo        | [ 79 ]             | Islamischer Dschihad in Palästina              | palästinensisch-nationalistisch, islamisch-nationalistisch, islamistisch, antizionistisch                                                         | Selbstmordattentäter mit Autobombe   | Zivilisten                              | 16 (+1) | 40        | Israelisch-Palästinensischer Konflikt |
| 17. Juni 2002      | Jerusalem      | [ 80 ]             | Hamas                                          | palästinensisch-nationalistisch, sunnitisch-islamistisch, islamisch-nationalistisch, islamisch-fundamentalistisch, antizionistisch, antisemitisch | Selbstmordattentäter                 | Bus, Zivilisten                         | 18 (+1) | 48        | Israelisch-Palästinensischer Konflikt |
| 17. Juli 2002      | Tel Aviv-Jaffa | [ 81 ]             | Islamischer Dschihad in Palästina              | palästinensisch-nationalistisch, islamisch-nationalistisch, islamistisch, antizionistisch                                                         | 2 Selbstmordattentäter               | Zivilisten                              | 3 (+2)  | 40        | Israelisch-Palästinensischer Konflikt |
| 31. Juli 2002      | Jerusalem      | [ 82 ]             | Hamas                                          | palästinensisch-nationalistisch, sunnitisch-islamistisch, islamisch-nationalistisch, islamisch-fundamentalistisch, antizionistisch, antisemitisch | Sprengstoff                          | Universität                             | 7       | 80        | Israelisch-Palästinensischer Konflikt |
| 04. August 2002    | Haifa          | [ 83 ]             | Hamas                                          | palästinensisch-nationalistisch, sunnitisch-islamistisch, islamisch-nationalistisch, islamisch-fundamentalistisch, antizionistisch, antisemitisch | Sprengstoff                          | Bus, israelische Zivilisten             | 10      | 40        | Israelisch-Palästinensischer Konflikt |
| 19. September 2002 | Tel Aviv-Jaffa | [ 84 ]             |                                                | | Selbstmordattentäter                 | Passagierbus, Zivilisten                | 5 (+1)  | 50        | Israelisch-Palästinensischer Konflikt |
| 22. Oktober 2002   | Haifa          | [ 85 ]             | Islamischer Dschihad in Palästina              | palästinensisch-nationalistisch, islamisch-nationalistisch, islamistisch, antizionistisch                                                         | 2 Selbstmordattentäter mit Autobombe | Passagierbus, Zivilisten                | 14 (+2) | 50        | Israelisch-Palästinensischer Konflikt |
| 04. November 2002  | Kfar Saba      | [ 86 ]             | Jerusalem Groups Hebrew (Qvutzot Yerushalayim) | | Selbstmordattentäter                 | Einkaufszentrum, Israelische Zivilisten | 2 (+1)  | 40        | Israelisch-Palästinensischer Konflikt |
| 21. November 2002  | Jerusalem      | [ 87 ]             | Hamas                                          | palästinensisch-nationalistisch, sunnitisch-islamistisch, islamisch-nationalistisch, islamisch-fundamentalistisch, antizionistisch, antisemitisch | Selbstmordattentäter                 | Bus, Israelische Zivilisten             | 11 (+1) | 47        | Israelisch-Palästinensischer Konflikt |
| 28. November 2002  | Bet Sche’an    | [ 88 ]             | al-Aqsa-Märtyrerbrigaden                       | palästinensisch-nationalistisch, antizionistisch, sozialistisch                                                                                   | Granaten, Schusswaffen               | Wahllokal, Zivilisten                   | 6 (+2)  | 30        | Israelisch-Palästinensischer Konflikt |

## 2003
| Datum/Beginn       | Ort       | Artikel/Quelle(n) | Täter                                                       | Politische Ausrichtung | Mittel                 | Ziel                          | Tote    | Verletzte | Hintergrund                           |
| ------------------ | --------- | ----------------- | ----------------------------------------------------------- | --- | ---------------------- | ----------------------------- | ------- | --------- | ------------------------------------- |
| 05. März 2003      | Haifa     | [ 89 ]            | Hamas                                                       | palästinensisch-nationalistisch, sunnitisch-islamistisch, islamisch-nationalistisch, islamisch-fundamentalistisch, antizionistisch, antisemitisch | Selbstmordattentäter   | Bus                           | 14 (+1) | 55        | Israelisch-Palästinensischer Konflikt |
| 30. März 2003      | Netanja   | [ 90 ]            | Islamischer Dschihad in Palästina                           | palästinensisch-nationalistisch, islamisch-nationalistisch, islamistisch, antizionistisch                                                         | Selbstmordattentäter   | Café, Zivilisten              | 0 (+1)  | 26        | Israelisch-Palästinensischer Konflikt |
| 18. Mai 2003       | Jerusalem | [ 91 ]            | Hamas                                                       | palästinensisch-nationalistisch, sunnitisch-islamistisch, islamisch-nationalistisch, islamisch-fundamentalistisch, antizionistisch, antisemitisch | Selbstmordattentäter   | Bus, Zivilisten               | 7 (+1)  | 20        | Israelisch-Palästinensischer Konflikt |
| 19. Mai 2003       | Afula     | [ 92 ]            | al-Aqsa-Märtyrerbrigaden, Islamischer Dschihad in Palästina | palästinensisch-nationalistisch, antizionistisch, sozialistisch, islamisch-nationalistisch, islamistisch                                          | Selbstmordattentäterin | Einkaufszentrum, Zivilisten   | 3 (+1)  | 30        | Israelisch-Palästinensischer Konflikt |
| 11. Juni 2003      | Jerusalem | [ 93 ]            | Hamas                                                       | palästinensisch-nationalistisch, sunnitisch-islamistisch, islamisch-nationalistisch, islamisch-fundamentalistisch, antizionistisch, antisemitisch | Selbstmordattentäter   | Bus, Zivilisten               | 16 (+1) | 75        | Israelisch-Palästinensischer Konflikt |
| 19. August 2003    | Jerusalem | [ 94 ]            | Hamas, Islamischer Dschihad in Palästina                    | palästinensisch-nationalistisch, sunnitisch-islamistisch, islamisch-nationalistisch, islamisch-fundamentalistisch, antizionistisch, antisemitisch | Selbstmordattentäter   | Israelische Zivilisten in Bus | 18 (+1) | 100       | Israelisch-Palästinensischer Konflikt |
| 09. September 2003 | Jerusalem | [ 95 ]            | vermutlich Hamas                                            | palästinensisch-nationalistisch, sunnitisch-islamistisch, islamisch-nationalistisch, islamisch-fundamentalistisch, antizionistisch, antisemitisch | Selbstmordattentäter   | Café, Israelische Zivilisten  | 4 (+1)  | 40        | Israelisch-Palästinensischer Konflikt |
| 04. Oktober 2003   | Haifa     | [ 96 ]            | Islamischer Dschihad in Palästina                           | palästinensisch-nationalistisch, islamisch-nationalistisch, islamistisch, antizionistisch                                                         | Selbstmordattentäter   | Restaurant                    | 22 (+1) | 50        | Israelisch-Palästinensischer Konflikt |

## 2004
| Datum/Beginn      | Ort            | Artikel/Quelle(n) | Täter                                                              | Politische Ausrichtung | Mittel                                              | Ziel                                | Tote    | Verletzte | Hintergrund                           |
| ----------------- | -------------- | ----------------- | ------------------------------------------------------------------ | --- | --------------------------------------------------- | ----------------------------------- | ------- | --------- | ------------------------------------- |
| 29. Januar 2004   | Jerusalem      | [ 97 ]            | al-Aqsa-Märtyrerbrigaden                                           | palästinensisch-nationalistisch, antizionistisch, sozialistisch                                                                                                  | Selbstmordattentäter                                | Passagierbus                        | 10 (+1) | 50        | Israelisch-Palästinensischer Konflikt |
| 22. Februar 2004  | Jerusalem      | [ 98 ]            | al-Aqsa-Märtyrerbrigaden                                           | palästinensisch-nationalistisch, antizionistisch, sozialistisch                                                                                                  | Selbstmordattentäter                                | Israelische Zivilisten in Bus       | 7 (+1)  | 60        | Israelisch-Palästinensischer Konflikt |
| 06. März 2004     | Erez           | [ 99 ]            | al-Aqsa-Märtyrerbrigaden, Hamas, Islamischer Dschihad in Palästina | palästinensisch-nationalistisch, sunnitisch-islamistisch, islamisch-nationalistisch, islamisch-fundamentalistisch, antizionistisch, antisemitisch, sozialistisch | 2 Selbstmordattentäter mit Autobomben, Schusswaffen | Israelische Grenzsoldaten           | 2 (+4)  | 20        | Israelisch-Palästinensischer Konflikt |
| 14. März 2004     | Aschdod        | [ 100 ]           | al-Aqsa-Märtyrerbrigaden, Hamas                                    | palästinensisch-nationalistisch, sunnitisch-islamistisch, islamisch-nationalistisch, islamisch-fundamentalistisch, antizionistisch, antisemitisch, sozialistisch | 2 Selbstmordattentäter                              | Israelisches Kühlunternehmen, Hafen | 10 (+2) | 20        | Israelisch-Palästinensischer Konflikt |
| 11. Juli 2004     | Tel Aviv-Jaffa | [ 101 ]           | al-Aqsa-Märtyrerbrigaden                                           | palästinensisch-nationalistisch, antizionistisch, sozialistisch                                                                                                  | Sprengsatz                                          | Bushaltestelle                      | 1       | 30        | Israelisch-Palästinensischer Konflikt |
| 01. November 2004 | Tel Aviv-Jaffa | [ 102 ]           | Eli Amer Alfar (PFLP)                                              | autonomistisch-palästinensisch | Selbstmordattentäter                                | Markt                               | 4 (+1)  | 32        | Israelisch-Palästinensischer Konflikt |

## 2005
| Datum/Beginn      | Ort             | Artikel/Quelle(n) | Täter                                                       | Politische Ausrichtung                                                                                   | Mittel               | Ziel                              | Tote   | Verletzte | Hintergrund                           |
| ----------------- | --------------- | ----------------- | ----------------------------------------------------------- | --- | -------------------- | --------------------------------- | ------ | --------- | ------------------------------------- |
| 25. Februar 2005  | Tel Aviv-Jaffa  | [ 103 ]           | Islamischer Dschihad in Palästina                           | palästinensisch-nationalistisch, islamisch-nationalistisch, islamistisch, antizionistisch                | Selbstmordattentäter | Nachtclub, Israelische Zivilisten | 4 (+1) | 53        | Israelisch-Palästinensischer Konflikt |
| 12. Juli 2005     | Netanja         | [ 104 ]           | Islamischer Dschihad in Palästina                           | palästinensisch-nationalistisch, islamisch-nationalistisch, islamistisch, antizionistisch                | Selbstmordattentäter | Einkaufszentrum                   | 2 (+1) | 40        | Israelisch-Palästinensischer Konflikt |
| 04. August 2005   | nahe Schefar’am | [ 105 ]           | Eden Natan-Zada, Kach und Kahane Chai                       | rechtsextremistisch                                                                                      | Schusswaffe          | Palästinenser in Bus              | 4      | 22        |                                       |
| 28. August 2005   | Beʾer Scheva    | [ 106 ]           | Islamischer Dschihad in Palästina, al-Aqsa-Märtyrerbrigaden | palästinensisch-nationalistisch, islamisch-nationalistisch, islamistisch, antizionistisch, sozialistisch | Selbstmordattentäter | Bushaltestelle, Zivilisten        | 0 (+1) | 48        | Israelisch-Palästinensischer Konflikt |
| 26. Oktober 2005  | Chadera         | [ 107 ]           | Islamischer Dschihad in Palästina                           | palästinensisch-nationalistisch, islamisch-nationalistisch, islamistisch, antizionistisch                | Selbstmordattentäter | Markt                             | 5 (+1) | 25        | Israelisch-Palästinensischer Konflikt |
| 05. Dezember 2005 | Netanja         | [ 108 ]           | Islamischer Dschihad in Palästina                           | palästinensisch-nationalistisch, islamisch-nationalistisch, islamistisch, antizionistisch                | Selbstmordattentäter | Einkaufszentrum                   | 5 (+1) | 40        | Israelisch-Palästinensischer Konflikt |

## 2006
| Datum/Beginn    | Ort            | Artikel/Quelle(n) | Täter                             | Politische Ausrichtung                                                                    | Mittel               | Ziel                               | Tote    | Verletzte | Hintergrund                           |
| --------------- | -------------- | ----------------- | --------------------------------- | ----------------------------------------------------------------------------------------- | -------------------- | ---------------------------------- | ------- | --------- | ------------------------------------- |
| 19. Januar 2006 | Tel Aviv-Jaffa | [ 109 ]           | Islamischer Dschihad in Palästina | palästinensisch-nationalistisch, islamisch-nationalistisch, islamistisch, antizionistisch | Selbstmordattentäter | Garküche                           | 0 (+1)  | 20        | Israelisch-Palästinensischer Konflikt |
| 17. April 2006  | Tel Aviv-Jaffa | [ 110 ]           | Islamischer Dschihad in Palästina | palästinensisch-nationalistisch, islamisch-nationalistisch, islamistisch, antizionistisch | Selbstmordattentäter | Restaurant, Israelische Zivilisten | 11 (+1) | 66        | Israelisch-Palästinensischer Konflikt |

## 2008
| Datum/Beginn  | Ort       | Artikel/Quelle(n)                 | Täter                                                       | Politische Ausrichtung                                                                                                   | Mittel       | Ziel               | Tote   | Verletzte | Hintergrund                           |
| ------------- | --------- | --------------------------------- | ----------------------------------------------------------- | --- | ------------ | ------------------ | ------ | --------- | ------------------------------------- |
| 06. März 2008 | Jerusalem | Massaker an der Merkas HaRaw Kook | al-Aqsa-Märtyrerbrigaden, Islamischer Dschihad in Palästina | autonomistisch, palästinensisch-nationalistisch, antizionistisch, sozialistisch, islamisch-nationalistisch, islamistisch | Schusswaffen | Unterrichtszentrum | 8 (+1) | 10        | Israelisch-Palästinensischer Konflikt |

## 2011
| Datum/Beginn  | Ort       | Artikel/Quelle(n) | Täter | Politische Ausrichtung | Mittel     | Ziel       | Tote | Verletzte | Hintergrund                           |
| ------------- | --------- | ----------------- | ----- | ---------------------- | ---------- | ---------- | ---- | --------- | ------------------------------------- |
| 23. März 2011 | Jerusalem | [ 112 ]           |       |                        | Sprengsatz | Zivilisten | 1    | 20        | Israelisch-Palästinensischer Konflikt |

## 2016
| Datum/Beginn      | Ort            | Artikel/Quelle(n)                          | Täter         | Politische Ausrichtung | Mittel               | Ziel       | Tote   | Verletzte | Hintergrund                           |
| ----------------- | -------------- | ------------------------------------------ | ------------- | --- | -------------------- | ---------- | ------ | --------- | ------------------------------------- |
| 18. April 2016    | Jerusalem      | [ 113 ]                                    | Hamas         | palästinensisch-nationalistisch, sunnitisch-islamistisch, islamisch-nationalistisch, islamisch-fundamentalistisch, antizionistisch, antisemitisch | Selbstmordattentäter | Bus        | 0 (+1) | 20+       | Israelisch-Palästinensischer Konflikt |
| 08. Juni 2016     | Tel Aviv-Jaffa | Terroranschlag in Tel Aviv am 8. Juni 2016 | Palästinenser | autonomistisch palästinensisch | Schusswaffen         | Zivilisten | 4      | 19        | Israelisch-Palästinensischer Konflikt |
| 22. November 2016 | Haifa          | [ 114 ] [ 115 ]                            |               | | Brandstiftung        | Gebäude    | 0      | 100+      | Israelisch-Palästinensischer Konflikt |

## 2022
| Datum/Beginn      | Ort       | Artikel/Quelle(n) | Täter                                   | Politische Ausrichtung | Mittel        | Ziel                        | Tote | Verletzte | Hintergrund                           |
| ----------------- | --------- | ----------------- | --------------------------------------- | ---------------------- | ------------- | --------------------------- | ---- | --------- | ------------------------------------- |
| 23. November 2022 | Jerusalem | [ 116 ]           | vermutlich Palästinensische Extremisten |                        | 2 Sprengsätze | Bushaltestellen, Zivilisten | 1    | 22        | Israelisch-Palästinensischer Konflikt |

## 2023
| Datum/Beginn     | Ort            | Artikel/Quelle(n)                       | Täter                             | Politische Ausrichtung                                                                    | Mittel                 | Ziel                           | Tote   | Verletzte | Hintergrund                                                                    |
| ---------------- | -------------- | --------------------------------------- | --------------------------------- | ----------------------------------------------------------------------------------------- | ---------------------- | ------------------------------ | ------ | --------- | ------------------------------------------------------------------------------ |
| 05. August 2023  | Tel Aviv-Jaffa | [ 117 ]                                 | Islamischer Dschihad in Palästina | palästinensisch-nationalistisch, islamisch-nationalistisch, islamistisch, antizionistisch | Schusswaffe            | Wachmänner der Stadtverwaltung | 1      | 0         | Israelisch-Palästinensischer Konflikt                                          |
| 07. Oktober 2023 | Reʿim          | Terrorangriff der Hamas auf Israel 2023 | Hamas                             | palästinensisch-nationalistisch, sunnitisch-islamistisch, antizionistisch, antisemitisch  | Schusswaffen, Granaten | Musikfestival, jüdische Dörfer | 1.000+ |           | Israelisch-Palästinensischer Konflikt, Terrorangriff der Hamas auf Israel 2023 |

## 2024
| Datum/Beginn     | Ort                 | Artikel/Quelle(n) | Täter | Politische Ausrichtung | Mittel    | Ziel                       | Tote   | Verletzte | Hintergrund                                                               |
| ---------------- | ------------------- | ----------------- | ----- | ---------------------- | --------- | -------------------------- | ------ | --------- | ------------------------------------------------------------------------- |
| 27. Oktober 2024 | nahe Tel Aviv-Jaffa | [ 119 ]           |       |                        | Lastwagen | Bushaltestelle, Zivilisten | 1 (+1) | 30        | Krieg in Israel und Gaza seit 2023, Israelisch-palästinensischer Konflikt |